# Gérard Krawczyk
Gérard Krawczyk (Parigi, 17 maggio 1953) è un regista francese di origine polacca.

## Filmografia
- Je hais les acteurs (1986)
- L'Été en pente douce (1987)
- Héroïnes (1997)
- Taxxi 2 (Taxi 2) (2000)
- Wasabi (2001)
- Taxxi 3 (Taxi 3) (2003)
- Il tulipano d'oro (Fanfan la Tulipe) (2003)
- La vie est à nous! (2005)
- Taxxi 4 (Taxi 4) (2007)
- L'Auberge rouge (2007)